# 城东街道 (肇庆市)
城东街道，是中华人民共和国广东省肇庆市端州区下辖的一个街道办事处。
2013年4月28日，肇庆市人民政府批复同意调整端州区街道行政管辖范围，将原城北街道花园后街、水师营、雅图、古塔北、莲湖、端四、景德、端三、和平9个社区，黄岗街道工农、厚岗、岩前、景山岗4个社区划归城东街道管辖。

## 历史沿革[3]
明清时期，属东厢。
民国二十四年（1935年）7月，改东厢乡为肇市镇，东厢乡其余部分划入中屯乡。
民国二十九年（1940年），原中屯乡分出城东乡。
1958年3月，设立肇庆市东区。
1961年，改称肇庆镇南公社。
1972年，复称肇庆市东区。
1988年，易名为肇庆市端州区东区。
2010年，改为城东街道。

## 行政区划
城东街道下辖以下地区：
杏花社区社区、工农社区社区、塔脚社区社区、跃龙社区社区、明珠社区社区、蓓蕾社区社区、前进社区社区、三圣宫社区社区、柑园南社区社区、文明社区社区、兴贤里社区社区、正东社区社区、光明社区社区、芹田社区社区、柳园社区社区、工农南社区、华英社区、东堤湾社区、水师营社区、花园后街社区、端州三路社区、端州四路社区、和平路社区、古塔北社区、雅图社区、莲湖社区、景德社区、景山岗村、厚岗村、岩前村和工农村。